# Tinamiformes
Tinamidae
Ordre
Famille
Les Tinamidae sont une famille d'oiseaux terrestres d'Amérique du Sud, d'Amérique centrale et du Mexique, nommés tinamous. Cette famille est constituée de 46 espèces, et c'est la seule de l'ordre des Tinamiformes.

## Étymologie
Le terme "Tinamou" était selon certains le vocable utilisé par l’ethnie Kali'na de Guyane pour désigner cette famille d'oiseaux, mais semble en fait provenir du lexique tupi-guarani. Il est mentionné pour la première fois sous cette forme en 1741 par le naturaliste français Pierre Barrère puis officialisé par John Latham et Buffon. Il est apparu dès 1578 dans l'Histoire d'un voyage fait en la terre du Brésil, de Jean de Léry, sous la forme Ynambou.

## Description
Les tinamous sont des oiseaux terrestres dodus, de taille petite à moyenne (de 15 à 50 cm), à pattes courtes et fortes, et queue rudimentaire.

## Habitats et répartition
On les rencontre en Amérique du Sud et en Amérique centrale, où ils vivent dans les forêts, les savanes et les steppes, du niveau de la mer jusqu'à 5 300 m d'altitude.

## Position systématique
Cette famille est divisée en deux sous-familles : les Tinaminae, forestiers, et les Rhynchotinae, des steppes.
Les analyses ADN suggèrent que les tinamous, oiseaux capables de voler, pourraient descendre d'ancêtres de l'ordre élargi (dans la classification de Sibley) des Struthioniformes, qui ne volaient pas.

## Liste des genres
- famille Tinamidae
  - sous-famille : Tinaminae
    - genre Tinamus Hermann, 1783 — (5 espèces)
    - genre Nothocercus Bonaparte, 1856 — (3 espèces)
    - genre Crypturellus Brabourne & Chubb, C, 1914 — (21 espèces)

  - sous-famille : Rhynchotinae
    - genre Rhynchotus Spix, 1825 — (2 espèces)
    - genre Nothoprocta Sclater, PL & Salvin, 1873 — (6 espèces)
    - genre Nothura Wagler, 1827 — (4 espèces)
    - genre Taoniscus Gloger, 1842 — (1 espèce)
    - genre Eudromia Geoffroy Saint-Hilaire, I, 1832 — (2 espèces)
    - genre Tinamotis Vigors, 1837 — (2 espèces)

  - un genre fossile :
    - genre † Querandiornis[5] Rusconi, 1958

## Taxonomie
Le Tinamou de Kalinowski (Nothoprocta kalinowskii) était considéré comme une espèce à part entière jusqu'à ce que des analyses ADN montrent qu'il s'agissait d'une sous-espèce de Tinamou orné (Nothoprocta ornata) déjà connue, Nothoprocta ornata branickii. Nothoprocta kalinowskii n'est donc plus qu'un synonyme junior.

### Liste des espèces
D'après la classification de référence (version 5.1, 2014) du Congrès ornithologique international (ordre phylogénique) :
- Tinamus tao Temminck, 1815 – Tinamou tao ;
- Tinamus solitarius (Vieillot, 1819) – Tinamou solitaire ;
- Tinamus osgoodi Conover, 1949 – Tinamou noir ;
- Tinamus major (Gmelin, JF, 1789) – Grand Tinamou ;
- Tinamus guttatus Pelzeln, 1863 – Tinamou à gorge blanche ;
- Nothocercus bonapartei (Gray, GR, 1867) – Tinamou de Bonaparte ;
- Nothocercus julius (Bonaparte, 1854) – Tinamou à tête rousse ;
- Nothocercus nigrocapillus (Gray, GR, 1867) – Tinamou à capuchon ;
- Crypturellus berlepschi (Rothschild, 1897) – Tinamou de Berlepsch ;
- Crypturellus cinereus (Gmelin, JF, 1789) – Tinamou cendré ;
- Crypturellus soui (Hermann, 1783) – Tinamou soui ;
- Crypturellus ptaritepui Zimmer, JT & Phelps, WH, 1945 – Tinamou des tépuis ;
- Crypturellus obsoletus (Temminck, 1815) – Tinamou brun ;
- Crypturellus undulatus (Temminck, 1815) – Tinamou vermiculé ;
- Crypturellus transfasciatus (Sclater, PL & Salvin, 1878) – Tinamou à grands sourcils ;
- Crypturellus strigulosus (Temminck, 1815) – Tinamou oariana ;
- Crypturellus duidae Zimmer, JT, 1938 – Tinamou de Zimmer ;
- Crypturellus erythropus (Pelzeln, 1863) – Tinamou à pieds rouges ;
- Crypturellus noctivagus (Wied-Neuwied, M, 1820) – Tinamou noctivague ;
- Crypturellus atrocapillus (Tschudi, 1844) – Tinamou à calotte noire ;
- Crypturellus cinnamomeus (Lesson, RP, 1842) – Tinamou cannelle ;
- Crypturellus boucardi (Sclater, PL, 1860) – Tinamou de Boucard ;
- Crypturellus kerriae (Chapman, 1915) – Tinamou de Kerr ;
- Crypturellus variegatus (Gmelin, JF, 1789) – Tinamou varié ;
- Crypturellus brevirostris (Pelzeln, 1863) – Tinamou rubigineux ;
- Crypturellus bartletti (Sclater, PL & Salvin, 1873) – Tinamou de Bartlett ;
- Crypturellus parvirostris (Wagler, 1827) – Tinamou à petit bec ;
- Crypturellus casiquiare (Chapman, 1929) – Tinamou barré ;
- Crypturellus tataupa (Temminck, 1815) – Tinamou tataupa ;
- Rhynchotus rufescens (Temminck, 1815) – Tinamou isabelle ;
- Rhynchotus maculicollis Gray, GR, 1867 – Tinamou huayco ;
- Nothoprocta taczanowskii Sclater, PL & Salvin, 1875 – Tinamou de Taczanowski ;
- Nothoprocta ornata (Gray, GR, 1867) – Tinamou orné ;
- Nothoprocta perdicaria (Kittlitz, 1830) – Tinamou perdrix ;
- Nothoprocta cinerascens (Burmeister, 1860) – Tinamou sauvageon ;
- Nothoprocta pentlandii (Gray, GR, 1867) – Tinamou des Andes ;
- Nothoprocta curvirostris Sclater, PL & Salvin, 1873 – Tinamou curvirostre ;
- Nothura boraquira (Spix, 1825) – Tinamou boraquira ;
- Nothura minor (Spix, 1825) – Petit Tinamou ;
- Nothura darwinii Gray, GR, 1867 – Tinamou de Darwin ;
- Nothura maculosa (Temminck, 1815) – Tinamou tacheté ;
- Taoniscus nanus (Temminck, 1815) – Tinamou carapé ;
- Eudromia elegans Geoffroy Saint-Hilaire, I, 1832 – Tinamou élégant ;
- Eudromia formosa (Lillo, 1905) – Tinamou superbe ;
- Tinamotis pentlandii Vigors, 1837 – Tinamou quioula ;
- Tinamotis ingoufi Oustalet, 1890 – Tinamou de Patagonie.

### Ordre Tinamiformes
- (en) Congrès ornithologique international : Tinamiformes
- (en) Zoonomen Nomenclature Resource (Alan P. Peterson) : Tinamiformes
- (en) Tree of Life Web Project : Tinamiformes
- (en) Paleobiology Database : Tinamiformes  Huxley, 1872
- (en) Animal Diversity Web : Tinamiformes
- (en) NCBI : Tinamiformes (taxons inclus)

### Famille Tinamidae
- (en) Congrès ornithologique international : Tinamidae
- (en) Zoonomen Nomenclature Resource (Alan P. Peterson) : Tinamidae  dans Tinamiformes
- (en) Tree of Life Web Project : Tinamidae
- (en) Paleobiology Database : Tinamidae  Gray, 1840
- (en) Animal Diversity Web : Tinamidae
- (en) NCBI : Tinamidae (taxons inclus)
- (en) UICN : taxon  Tinamidae  (consulté le 6 janvier 2023)
- (fr + en) CITES : famille Tinamidae  (sur le site de l’UNEP-WCMC)
- (fr) Oiseaux.net : Tinamidae